# Czekając na lubego
Czekając na lubego – antologia hiszpańskiej liryki miłosnej w wyborze i przekładzie Zofii Szleyen, opublikowana w 1981 przez krakowskie Wydawnictwo Literackie. Wydawnictwo zawiera między innymi sonety poetów Złotego Wieku (Siglo de Oro).